# Ceratonereis limnetica
Ceratonereis limnetica är en ringmaskart som först beskrevs av Anne D. Hutchings och Glasby 1982.  Ceratonereis limnetica ingår i släktet Ceratonereis och familjen Nereididae. Inga underarter finns listade i Catalogue of Life.